# Kod Walsha
Kody Walsha są najczęściej używane w ortogonalnych kodach aplikacji CDMA. Odpowiadają liniom macierzy Hadamarda. Zestaw kodów Walsha o długości {\displaystyle N} składa się z {\displaystyle n} wierszy tworzących kwadratową macierz {\displaystyle n\times n.}
Kody Walsha są tworzone i transformowane z macierzy Hadamarda. Macierz Hadamarda jest typem matrycy, z którego Walsh stworzył te kody. W rodzinie kodów Walsha wszystkie kody są względem siebie ortogonalne i służą do tworzenia kanałów w paśmie 1,25 MHz.
Transformata Hadamarda wygląda następująco:
{\displaystyle H_{1}={\begin{bmatrix}0\end{bmatrix}};} {\displaystyle H_{2}={\begin{bmatrix}0&0\\0&1\end{bmatrix}};} {\displaystyle H_{N}+_{1}={\begin{bmatrix}H_{N}&H_{N}\\H_{N}&{\overline {H_{N}}}\end{bmatrix}}.}
Głównym celem kodów Walsha w CDMA jest zapewnienie ortogonalności wśród wszystkich użytkowników w komórce. Każdy kanał ruchu użytkownika ma przypisany przez stację bazową inny kod Walsha. Kody ortogonalne można łatwo wygenerować, zaczynając od 0, powtarzając 0 poziomo i pionowo, a następnie uzupełniając 1 po przekątnej. Proces ten należy kontynuować z nowo wygenerowanym blokiem, aż do wygenerowania żądanych kodów o odpowiedniej długości. Utworzone w ten sposób sekwencje nazywane są kodem „Walsha”.
IS-95 może używać 64 kody, podczas gdy CDMA2000 może używać do 256 takich kodów. Kod Walsha 0 (który sam składa się z samych zer) jest zarezerwowany dla kanałów pilotowych, od 1 do 7 dla kanałów synchronizacji i stronicowania.
Ortogonalny oznacza, że korelacja krzyżowa między kodami Walsha wynosi zero po wyrównaniu. Funkcje ortogonalne (czyli sygnały lub sekwencje) mają zerową korelację krzyżową. Zerową korelację uzyskuje się, gdy iloczyn dwóch sygnałów, zsumowanych w okresie czasu, wynosi zero. W szczególnym przypadku sekwencji binarnych wartości 0 i 1 mogą być postrzegane jako mające przeciwną polaryzację. Zatem gdy iloczyn (w tym przypadku XOR) dwóch sekwencji binarnych daje równą liczbę „1” i „0”, korelacja krzyżowa wynosi zero.
Jednak autokorelacja słów kodowych Walsha-Hadamarda nie posiada dobrych cech. Może mieć więcej niż jeden pik sygnałowy, co utrudnia odbiornikowi aby wykryć początek słowa kodowego bez zewnętrznej synchronizacji. Częściowa korelacja krzyżowa sekwencji może być również różna od zera, a niezsynchronizowani użytkownicy mogą interferować ze sobą, zwłaszcza że środowisko wielościeżkowe będzie w różny sposób opóźniać sekwencje. Dlatego kody Walsha-Hadamarda są używane tylko w synchronicznych CDMA i tylko przez stację bazową, która może zachować ortogonalność między sygnałami dla swoich użytkowników.

## Transformata Hadamarda
Transformata Hadamarda {\displaystyle H_{m}} to macierz o wymiarach {\displaystyle 2^{m}\times 2^{m},} macierz Hadamarda (skalowana przez współczynnik normalizacji), która przekształca {\displaystyle 2^{m}} liczb rzeczywistych {\displaystyle x_{n}} na {\displaystyle 2^{m}} liczb rzeczywistych {\displaystyle X_{k}.} Transformatę Hadamarda można zdefiniować na dwa sposoby: rekurencyjnie lub przy użyciu binarnej (podstawa −2) reprezentacji indeksów {\displaystyle n} i {\displaystyle k.}
Rekurencyjnie definiujemy transformatę Hadamarda {\displaystyle 1\times 1H_{0}} przez tożsamość {\displaystyle H_{0}=1,} a następnie definiujemy {\displaystyle H_{m}} dla {\displaystyle m>0{:}}
{\displaystyle H_{m}={\frac {1}{\sqrt {2}}}{\begin{pmatrix}H_{m-1}&H_{m-1}\\H_{m-1}&-H_{m-1}\end{pmatrix}},}
gdzie {\displaystyle {\frac {1}{\sqrt {2}}}} jest normalizacją która jest czasami pomijana.
Dla {\displaystyle m>1,} możemy zdefiniować {\displaystyle H_{m}{:}}
{\displaystyle H_{m}=H_{1}\otimes H_{m-1},}
gdzie {\displaystyle \otimes } reprezentuje Kronecker product. Zatem poza tym współczynnikiem normalizacji, macierze Hadamarda składają się w całości z 1 i −1.{\displaystyle \otimes }
Równoważnie możemy zdefiniować macierz Hadamarda przez jej {\displaystyle (k,n)}-ty wpis, pisząc:
{\displaystyle {\begin{aligned}k&=\sum _{i=0}^{m-1}{k_{i}2^{i}}=k_{m-1}2^{m-1}+k_{m-2}2^{m-2}+\ldots +k_{1}2+k_{0},\\n&=\sum _{i=0}^{m-1}{n_{i}2^{i}}=n_{m-1}2^{m-1}+n_{m-2}2^{m-2}+\ldots +n_{1}2+n_{0},\end{aligned}}}
gdzie {\displaystyle k_{j}} i {\displaystyle n_{j}} są cyframi binarnymi (0 or 1) odpowiednio {\displaystyle k} i {\displaystyle n,} Należy pamiętać, że dla elementu w lewym górnym rogu, definiujemy: {\displaystyle k=n=0.} W tym przypadku mamy:
{\displaystyle \left(H_{m}\right)_{k,n}={\frac {1}{2^{\frac {m}{2}}}}(-1)^{\sum _{j}k_{j}n_{j}}.}
Jest to dokładnie wielowymiarowy DFT znormalizowana będzie jednolita, gdy wejścia i wyjścia są uważane za wielowymiarowe tablice indeksowania {\displaystyle 2\,\times \,2\,\times \,\dots \,\times \,2\,\times \,2.}
Oto kilka przykładów macierzy Hadamarda.
{\displaystyle {\begin{aligned}H_{0}=+&{\begin{pmatrix}{\begin{array}{r}1\end{array}}\end{pmatrix}}\\[1ex]H_{1}={\frac {1}{\sqrt {2}}}&{\begin{pmatrix}{\begin{array}{r}1&1\\1&-1\end{array}}\end{pmatrix}}\\[1ex]H_{2}={\frac {1}{2}}&{\begin{pmatrix}{\begin{array}{r}1&1&1&1\\1&-1&1&-1\\1&1&-1&-1\\1&-1&-1&1\end{array}}\end{pmatrix}}\\[1ex]H_{3}={\frac {1}{2^{\frac {3}{2}}}}&{\begin{pmatrix}{\begin{array}{r}1&1&1&1&1&1&1&1\\1&-1&1&-1&1&-1&1&-1\\1&1&-1&-1&1&1&-1&-1\\1&-1&-1&1&1&-1&-1&1\\1&1&1&1&-1&-1&-1&-1\\1&-1&1&-1&-1&1&-1&1\\1&1&-1&-1&-1&-1&1&1\\1&-1&-1&1&-1&1&1&-1\end{array}}\end{pmatrix}}\\\left(H_{n}\right)_{i,j}={\frac {1}{2^{\frac {n}{2}}}}&(-1)^{i\cdot j}\end{aligned}}}
Rzędy macierzy Hadamarda to funkcje Walsha.

## Funkcje Walsha
Funkcje Walsha tworzą bazę ortonormalną w przestrzeni L2(0,1). Są to funkcje binarne, odcinkami stałe, przyjmujące w każdej chwili {\displaystyle t\in [0,1]} jedną z dwóch wartości: {\displaystyle +1} lub {\displaystyle -1.} Podobnie jak funkcje Haara, funkcje Walsha są porządkowane według dwóch wskaźników. Funkcje te definiuje się następująco:
{\displaystyle x_{0}(t)=1{\text{ dla }}0\leqslant t\leqslant 1,}
{\displaystyle x_{1}(t)={\begin{cases}1&{\text{dla}}&0\leqslant t<1/2,\\[2pt]-1&{\text{dla}}&1/2<t\leqslant 1,\end{cases}}}
{\displaystyle x_{2}^{1}(t)={\begin{cases}1&{\text{dla}}&0\leqslant t<1/4&{\text{i}}&3/4<t\leqslant 1,\\[2pt]-1&{\text{dla}}&1/4<t<3/4,\end{cases}}}
{\displaystyle x_{2}^{1}(t)={\begin{cases}1&{\text{dla}}&0\leqslant t<1/4&{\text{i}}&1/2<t<3/4,\\[2pt]-1&{\text{dla}}&1/4<t<1/2&{\text{i}}&3/4<t\leqslant 1,\end{cases}}}
oraz rekurencyjnie dla {\displaystyle m=1,2,...} oraz {\displaystyle i=1,...,2^{m-1}{:}}
{\displaystyle x_{m+1}^{2i-1}(t)={\begin{cases}x_{m}^{i}(2t)&{\text{dla}}&0\leqslant t<1/2,\\[2pt](-1)^{i+1}x_{m}^{i}(2t-1)&{\text{dla}}&1/2<t\leqslant 1,\end{cases}}}
{\displaystyle x_{m+1}^{2i}(t)={\begin{cases}x_{m}^{i}(2t)&{\text{dla}}&0\leqslant t<1/2,\\[2pt](-1)^{i}x_{m}^{i}(2t-1)&{\text{dla}}&1/2<t\leqslant 1.\end{cases}}}